# Acido sapienico
L'acido sapienico (16:1, n-10, acido cis-6 esadecenoico) è un acido grasso principale componente del sebo umano. Alla sua esclusività come componente del sebo umano si deve il nome che ha come radice sapiens. In altre specie di mammiferi il suo equivalente è l'acido palmitoleico. L'acido sapienico può esercitare una potente azione antimicrobica. Potrebbe partecipare al sistema immunitario cutaneo e contribuire alle difese antimicrobiche della pelle.